# Кабанець Микола Миколайович
Мико́ла Микола́йович Кабане́ць  (23 травня 1973 р., с. Красна Слобідка, Обухівський район, Київська область — 3 січня 2015 р.) — солдат 128-ї окремої гірсько-піхотної бригади Збройних Сил України, учасник російсько-української війни.

## З життєпису
Народився 23 травня 1973 року в селі Красна Слобідка Обухівського району Київської області. Закінчив середню школу.
У 2014 році мобілізований до ЗС України. Служив старшим навідником 128-ї окремої гвардійської гірсько-піхотної бригади.
Після поранення в часі бою переніс операцію на внутрішніх органах, робили в Київському військовому шпиталі. Для реабілітації був направлений в Ірпінський військовий шпиталь. Уночі проти 3 січня 2015-го серце не витримало.
Похований 4 січня 2015 у Красній Слобідці.

## Нагороди та вшанування
За особисту мужність і героїзм, виявлені у захисті державного суверенітету та територіальної цілісності України, вірність військовій присязі під час російсько-української війни
- нагороджений орденом «За мужність» III ступеня (4.6.2015, посмертно)[1];
- медаль ВГО «Країна» «За оборону рідної держави» (посмертно).

13 жовтня 2016 року на фасаді Краснослобідської загальноосвітньої школи відкрито меморіальну дошку Кабанцю Миколі Миколайовичу.
Вшановується в меморіальному комплексі «Зала пам'яті», в щоденному ранковому церемоніалі 3 січня.